# 실존주의

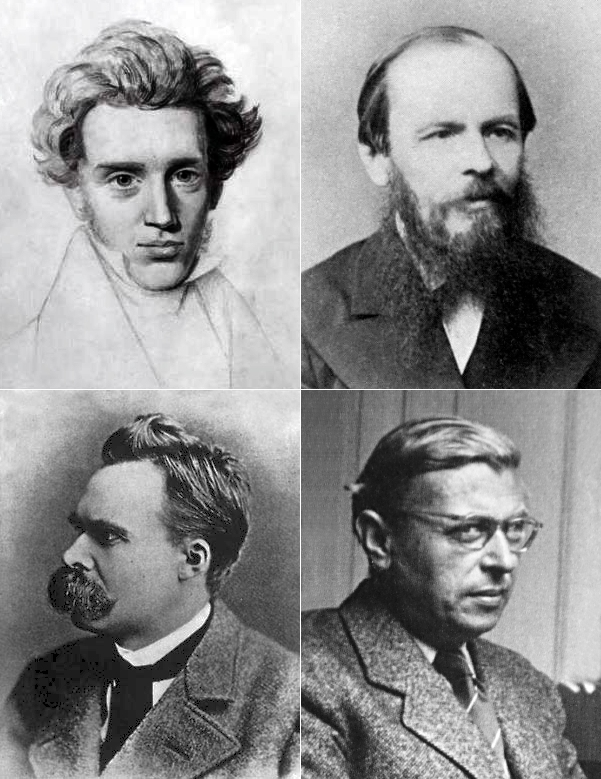
왼쪽 위 시계방향: 키르케고르, 도스토옙스키, 사르트르, 니체

실존주의(實存主義, 프랑스어: Existentialisme)는 개인의 자유, 책임, 주관성을 중요하게 여기는 철학적, 문학적 흐름이다. 실존주의에 따르면 인간 개인은 단순히 생각하는 주체가 아니라(not merely the thinking subject), 행동하고, 느끼며, 살아가는 주체자(master)이다. 19세기 중엽 덴마크의 키르케고르와 프로이센의 니체에 의하여 주장된 이 사상은 후에는 야스퍼스, 마르셀 등으로 대표되는 유신론적 실존주의와 사르트르, 메를로퐁티, 보부아르 등의 무신론적 실존주의의 두 가지 형태로 나타나게 되었다.
‘실존’이란 말은 이들의 사고양태(思考樣態)나 표현에 따라서 여러 가지로 표현되고 있으나, 공통된 사상은 인간에 있어서 ‘실존은 본질에 선행(先行)한다’는 것, 다시 말해서 인간은 주체성으로부터 출발되지 않으면 안 된다는 것이다. 그와 같은 실존은 ‘인간’이라고 하는 개념으로 정의되기 이전에 이미 존재하고 있다는 것이다. 이러한 실존주의는 허무주의가 ‘자아’를 강조한 나머지 세계를 부정하기에 이르는데 반하여, 같은 ‘자아’의 실존을 강조하면서 동시에 어떤 형태로든지 ‘자아’와 세계를 연결지으려고 노력한다. 즉, ‘내가 있다’고 하는 전제로부터 출발하여 그 ‘나’를 세계와 연결지음으로써 그 전제를 확인하려고 하는 것이다. 따라서 데카르트가 말한 ‘나는 생각한다. 고로 존재한다’라고 하는 논리가 역전되고, 어떻게 하면 ‘내가 존재’한다고 하는 사실을 먼저 파악할 수 있는가가 추구된다. 실존주의 철학은 바르트, 브루너, 불트만, 그리고 틸리히와 같은 많은 신학자들에게도 큰 영향을 주었다.

## 배경
실존주의의 원류는 근대 시민사회가 모순을 드러내기 시작하는 19세기 중엽 이후의 대중 사회적 상황 속에서 고독한 예외자로서의 입장을 관철한 두 거성, 덴마크의 키르케고르와 독일의 니체의 사상에서 찾을 수 있다. 지성과 신앙의 차이에 괴로워하는 근대 지식인의 고뇌를 그린 러시아의 도스토옙스키의 작품 속에서도 주체성의 회복에 의해 절망을 극복하려고 하는 실존적인 사상을 발견할 수 있다. 또한 20세기 초엽에는 러시아의 셰스토프나 에스파냐의 우나무노 등 철학자나 오스트리아의 유태인 작가 카프카(1883-1924) 등이 일상적인 삶의 저변에 숨겨져 있는 음울한 허무의 심연을 응시하면서 본래적 자기의 주체성을 확보하려고 하는 사상을 전개시켰다.
실존철학을 하나의 독자적인 '철학'으로서 등장시킨 것은 제1차 대전의 패전국 독일에서의 심각한 사회적 위기감의 체험이었다. 이러한 체험의 철학적 반성의 결정이라고 할 수 있는 야스퍼스의 ⟪세계관의 심리학⟫(1919)이나 하이데거의 ⟪존재와 시간⟫은 실존철학의 탄생을 알리는 기념비적인 저작이 되었다. 패전국 독일과 마찬가지의 사회적 불안이 세계 각국을 엄습하고 사람들이 심각한 인간소외감의 포로가 됨에 따라, 인간의 주체성 회복을 주제로 하는 실존철학은 프랑스, 이탈리아를 비롯하여 세계 각국에 파급되기에 이르렀다. 사르트르는 현상학과 하이데거 등의 영향을 받아 1930년대 인간 주체성을 강조하는 새로운 철학을 주창하고 실존주의라 명명한 최초의 인물이다. 실존철학을 탄생시키는 요인이 된 1차 대전 후의 인간 소외적인 사회 상황은 제2차 대전의 전후에는 더욱 심각해져서 세계의 사람들을 불안과 절망 속으로 끌어들였다. 전쟁이 일으킨 잔혹한 살육, 비참하고 황폐한 생활. 인류 절멸 병기의 출현, 내일이 없는 인생에 대한 공포, 대중사회적 상황 밑에서의 생활 전면에 걸친 획일화·수평화(水平化) 등이 일상생활을 덮은 보편적인 사실이 되자, 실존주의는 널리 세인의 주목을 끄는 사조가 되고 드디어 대중의 기분을 사로잡는 유행 사상으로서 무드화하는 경향이 생겼다.

## 내용
실존(existence)은 원래 이념적인 본질(Essence)과 대비하여 상용되는 철학용어로서 '밖에' '서 있는(Sistere)' 현실적인 존재를 의미한다. '실존'은 첫째로 이념적 본질 밖에 빠져나와 있는 현실적 존재를 의미한다. 현실적 존재에도 여러가지가 있으나 "지금, 여기에, 이렇게 있다"는 것이 결정적인 중요성을 갖는 현실 존재는 다른 것에 의해 대체될 수 없는 독자적인 '지금, 여기'를 사는, 이 현실의 '자기 자신'이라고 한다. '실존'은 둘째로 인간으로서의 진실한 존재방식을 현실의 생존방식을 통해 실현해 가는 자각적 존재(自覺的存在)로서의 자기 자신을 의미하기도 한다. 무자각적 존재는 모두 이미 지정되어 있는 본질에 따라서 그 현실의 존재방식이 결정되는 것에 반하여, 자각적 존재인 인간은 '실존이 본질에 선행'하므로 현재의, 이 현실의, 자기의 생존 방식에 의해서 인간 독자의 본질 ―― 그 인간을 그 인간답게 하는 개성 ―― 이 시시각각으로 새겨져 가는 것이다. 따라서 그 실존이 그 본질을 결정하고, 실존하는 것을 그 본질로 하는 자각적 자기가 진실한 '실존'이라는 이름에 맞는 것이다.
이와 같이 실존에 의해 그 본질을 결정해 가는 존재는 자유로운 존재이므로 실존의 본질은 자유라고 할 수 있다. 그러나 여기서의 자유는 선택하는 것도 가능한 선택 이전의 '관념적' 가능성으로서의 자유가 아니라, 일정한 선택의 필연성을 스스로 인수하는 '실존적' 자유이다. 그것은 현실의 자기가 무력하며 더럽혀져 있다는 것을 직시하고, 이러한 기존(旣存)의 일상적 자기를 넘어서서 '밖에 서 있는다'고 하는 무한의 자기초극(自己超克)과 자기초월이라는 과제를 적극적으로 인수함으로써 진실한 본래적인 자기 자신이 되려고 결단하는 것이다. 따라서 실존주의는 기성관념이 나타내는 형식적 보편성을 돌파하고 유한한 단독적 자기의 입장으로 되돌아와 거기서부터 재출발함으로써, 현존하는 자기의 유한성 밖으로 빠져나가는 탈자적(脫自的)인 자기초월의 결단이 인간 본래의 존재방식이며, 이러한 결단을 바탕으로 비로소 구체적인 진리도 결정된다고 주장한다.
무한한 자기초극의 노력으로써 진실한 자기를 실현하려 하고, 이러한 자기의 결단으로 선택하는 것이 근원적 진리라고 하는 실존철학의 주장은 추상적 관념이나 객관적 제도나 대중문화의 노예가 되어 개성과 주체성을 상실해 가고 있는 인간들에게 강력한 경종의 역할을 하고 있다. 실존철학은 모든 도그마의 절대화 경향에 반항하고 인간실존의 진실을 우선시킴으로써 현대 휴머니즘 철학으로서의 진가를 발휘한다. 특정한 주의, 주장이나 중우적(衆愚的)인 당파성에 의존해서 안이한 수면을 즐기려 하는 자에 대해 자유로운 선택의 필요성과 책임감을 각성시키는 부단한 문제 제기자로서 실존주의는 커다란 의의를 갖고 있다.
그러나 기존의 일상성에 대한 비판만으로는 문제 해결이 불가능하며, 선택의 자유와 책임의 강조만으로는 행동의 구체적인 내용이나 방향의 명확화는 불가능하다. 여기에서 상식이나 과학과의 적극적인 결합이 요구된다. 이러한 객관적 요구에 등을 돌리고 실존의 주관적·내면적인 입장에서 절대화시켜 실존의 '교설체계(敎說體系)'를 쌓아 올리고 그 안에 묻혀 있으려 할 때, 실존철학은 본래의 체계외적(體系外的)인 실존성을 상실하고 스스로 극복하려고 했던 낡은 추상적 관념론의 입장으로 역전하는 위험성을 초래하게 된다. 여기에 실존철학의 커다란 한계가 있다. 실존 철학의 탄생을 일찍이 간파하고 크게 평가했던 철학사가 하이네만(1889- 1970)이 '실존'은 사상의 방향을 설정해 주는 규제 원리일 수는 있어도 사상의 내용체계를 만들어 가는 구성 원리는 아니라고 한 것도 이 때문이다.

## 인물 및 작품

### 주요 인물
- 장 폴 사르트르
- 알베르 카뮈
- 프리드리히 니체
- 시몬 드 보부아르
- 앙드레 말로
- 모리스 메를로퐁티
- 카를 야스퍼스
- 쇠렌 키르케고르
- 표도르 도스토옙스키
- 카를 융
- 가브리엘 마르셀
- 프란츠 카프카
- 마르틴 하이데거

### 주요 작품
- 구토 (사르트르)

인간이 사물의 본질에 직면했을 때의 불안과 실존의식을 묘사했다. 사르트르 사상의 출발점이다.
- 존재와 무 (사르트르)

- 벽 (사르트르)

자아와 타인과의 관계 속에서 자아를 어떻게 유지해나가야 하는지를 다루는 소설이다.
- 이방인 (카뮈)

부조리한 상황 속에서 허무한 본질을 버리고 자기 자신(실존)의 상태로 남아 새로운 본질을 설립해 실존주의를 나타낸 소설이다. 카뮈는 세상이 비합리적이라고 생각해 소설과 세계를 연결했다.
- 페스트 (카뮈)

- 변신 (카프카)

현대인의 부조리한 자의식을 그린 소설이다.

### 주요 인용문
| “ | 신은 죽었다 | ” |
|   | — 니체      |   |

| “ | 만약 신이 존재하지 않는다면 모든 것이 허용되리라. 이것이야말로 실존주의의 출발점이다. | ” |
|   | — 사르트르                                                                            |   |

| “ | 인간에게 삶의 의미를 제공해주었던 신이 사라진 세계에서 인간에게 주어진 것은 무한의 자유이며, 이 허무의 바다에서 인간을 구출하는 것은 그의 결단이고 사회참여다. | ” |
|   | — 사르트르 |   |

| “ | 실존은 본질에 앞선다. | ” |
|   | — 사르트르            |   |

| “ | 인간의 가슴속에서 울려 퍼지는 미칠 듯한 명징에의 요구와 이 불합리한 세계의 충돌, 이것이 바로 부조리다. | ” |
|   | — 카뮈                                                                                                 |   |

## 나라별 실존주의

### 대한민국
대한민국은 한국전쟁을 겪은 후 실존주의의 영향을 받았다. 《현대문학》, 《자유문학》, 《문학예술》, 《사상계》등 당시의 문예지는 실존주의를 많이 다루었다. 그 결과 소설의 형식과 내용이 많이 변화하였다. 전통적인 서사구조가 파괴되고, 한계상황과 인간심리에 대한 묘사가 치밀해졌다. 사회 부조리에 대한 인식은 이후 참여문학으로 이어졌다.
작가
- 장용학
- 이범선
- 손창섭
- 오상원

작품
- 장용학의 '요한 시집'
- 이범선의 '오발탄'
- 오상원의 '유예'

## 같이 보기
- 현상학
- 인본주의

## 참고 자료
- 이 문서에는 다음커뮤니케이션(현 카카오)에서 GFDL 또는 CC-SA 라이선스로 배포한 글로벌 세계대백과사전의 내용을 기초로 작성된 글이 포함되어 있습니다.